# Cheo García
José Rafael García Añez (Cheo García; * 1. Mai 1926 in Maracaibo; † 20. Dezember 1994 in Los Teques, Miranda) war ein venezolanischer Sänger.
García war im Alter von zehn Jahren Solosänger der Estampas Líricas en Miniatura, eines Kinderchores, mit dem er eine Konzertreise nach Bogotá unternahm. Später sang er in verschiedenen Tanzorchestern seiner Heimatstadt, bis er 1953 nach Caracas ging. Dort holte ihn Chucho Sanoja zum Orchester von Radio Difusora Venezuela, mit dem er zwei Jahre lang zusammenarbeitete. 1956 wurde er Mitglied des Orchesters von Juanito Arteta, später sang er mit Pablo Armitano und schließlich wurde er Mitglied von Jorge Beltráns Los Peniques.
1960 lernte er Billo Frómeta kennen dessen Billo's Caracas Boys er dann 21 Jahre lang angehörte. Er sang mit dem Orchester erfolgreiche Titel wie La Vaca Vieja, Toy Contento, La Flor del Trabajo, La Negra Leonor, El Caballo Alazán, Pa’ Maracaibo Me Voy, No Hay Quien le Gane, Santa Marta, Barranquilla y Cartagena, Los Cadetes, Canto a Caracas, Ariel, El Profesor Rui Rua, El Brujo und Si Yo Tuviera una Novia, unternahm Konzertreisen durch Kolumbien, Costa Rica, Spanien und die USA und wurde als Guarachero de América bekannt.
Ab 1981 war García Mitglied von Renato Capriles’ Los Melódicos, bis er 1983 mit Memo Morales das La Gran Orquesta de Cheo y Memo gründete, dem auch Gustavo Farrera und José Luis Marea angehörten. Daneben trat weiterhin gelegentlich mit Frómetas Orchester auf.